# مغلف مشترك

المراحل الرئيسية لطور المغلف المشترك. أعلى: نجم يملأ حيز روش الخاص بة. الأوسط: يغمر المغلف المرافق. النجم المركزي ومرافقة يدوران نحو بعضها البعض داخل المغلف المشترك. أسفل: يتم إخراج المغلف أو يندمج النجمين.

في علم الفلك، المغلف المشترك أو (الغلاف المشترك) هو الغاز الذي يحتوي على نظام النجم الثنائي. لا يدور الغاز بنفس معدل النظام الثنائي المضمّن . النظام في مثل هذا التكوين يقال عنة أنة في طور الغلاف المشترك أو يمر بتطور المغلف المشترك.
خلال مرحلة المغلف المشترك النظام ثنائي المضمّن يخضع لقوى سحب من المغلف مما يتسبب في انخفاض المسافة الفاصلة بين النجمين. تنتهي المرحلة عندما يتم فسح المجال للمغلف لمغادرة النظام الثنائي مع مسافة مدارية أصغر بكثير، أو عندما يصبح النجمين قريبين بما فيه الكفاية ليندمجان ويشكلان نجم واحد. مرحلة المغلف المشترك قصيرة الأجل بالنسبة إلى عمر نجوم النظام ثنائي ذات العلاقة. التطور خلال مرحلة المغلف المشترك مع طرد المغلف يمكن أن يؤدي إلى تشكيل نظام ثنائي يتألف من جرم نجمي مضغوط مع مرافق قريب .
المتغيرات الكارثية، ثنائيات الأشعة السينية وأنظمة الأقزام البيضاء المزدوجة القريبة أو النجوم النيوترونية هي أمثلة على أنظمة من هذا النوع والتي يمكن تفسيرها بأنها خضعت لتطور المغلف المشترك. في كل هذه الأمثلة هناك بقايا مدمجة (قزم أبيض، نجم نيوتروني أو ثقب أسود) التي يجب أن تكون نواة النجم الذي كان أكبر بكثير من المسافة المدارية الفاصلة الحالية وإذا خضعت هذه الأنظمة للتطور المغلف المشترك فسوف تزداد مسافتهم المدارية الفاصلة الحالية أما النظم القصيرة الأجل التي تحتوي على أجرام مدمجة فهي مصادر موجات الجاذبية ومستعرات فائقة من النمط Ia. وتوقعات نتائج تطور المغلف المشترك غير مؤكدة.

في بعض الأحيان يتم الخلط بين المغلف المشترك وبين النظام النجمي الثنائي المتصل. في نظام المغلف المشترك المغلف لا تدور عموما بنفس معدل النظام الثنائي وبالتالي ليست مقيد من قبل سطح متساوي الجهد مرورا بنقطة لاغرانج L2. في الثنائي المتصل يدور المغلف المشترك مع النظام الثنائي ويملأ السطح المتساوي الجهد.